# Prišnjak Mali
Koordinati:   43°50′54″N, 15°33′30″E
Prišnjak Mali je nenaselje otoček v Jadranskem morju. Pripada Hrvaški.
Otoček leži med otočkoma Radelj in Arta Mala. Njegova površina meri 0,042 km², dolžima obale je 0,92 km. Najvišji vrh j visok 35 mnm.